# اکسیر اینتروانا
اکسیر اینتروانا (انگلیسی: Axier Intxaurraga؛ زادهٔ ۱۱ آوریل ۱۹۶۸) یک مدیر فوتبال اسپانیایی و بازیکن سابق است که در پست مدافع بازی می‌کرد.

## دوران حرفه‌ای
اکسیر در بریز، بیسکای، باسک به دنیا آمد.